# Auctoritas
Auctoritas – słowo łacińskie i źródłosłów polskiego słowa „autorytet”.
W starożytnym Rzymie, auctoritas odnosiło się do stopnia ogólnego poważania, jaki dana osoba posiadała w rzymskim społeczeństwie. A w konsekwencji jej siłę przebicia, wpływy i możliwość gromadzenia poparcia wokół czyjejś woli.

## Pochodzenie i etymologia
Według francuskiego lingwisty Émile Benveniste, auctor (od którego pochodzi także polskie „autor”) wywodzi się od łacińskiego augeō („powiększać”, „ zwiększać”, „mnożyć”). Auctor to is qui auget – ten kto zwiększa moc czynu, bądź poprawia prawną sytuację osoby.
Auctor w znaczeniu „autor”, pochodzi od auctor jako założyciel, lub „plantator-hodowca”. Podobnie, auctoritas odnosi się do prawowitego posiadania, opartego na tym, że ktoś „wyprodukował”, lub wytworzył przedmiot własności, o której mowa – raczej w znaczeniu: „ufundował”, czy „nabył”, niż „zrobił”. To auctoritas będzie się – na przykład – przeciwstawiało zasiedzeniu nieprawnie zdobytej lub porzuconej własności.
W sferze prywatnej, osoby znajdujące się pod kuratelą (opieką) – takie jak kobiety i nieletni – były zobowiązane zwracać się o pozwolenie ich „kuratorów” („opiekunów”) przy pewnych działaniach. Tak auctoritas charakteryzuje będącego auctor: pater familias „autoryzuje” – to znaczy, zatwierdza i uprawomocnia – małżeństwo syna. W ten sposób, auctoritas może działać jako rodzaj „biernej porady”, jak i – na przykład – uczonego autorytetu.

## Znaczenie polityczne w starożytnym Rzymie

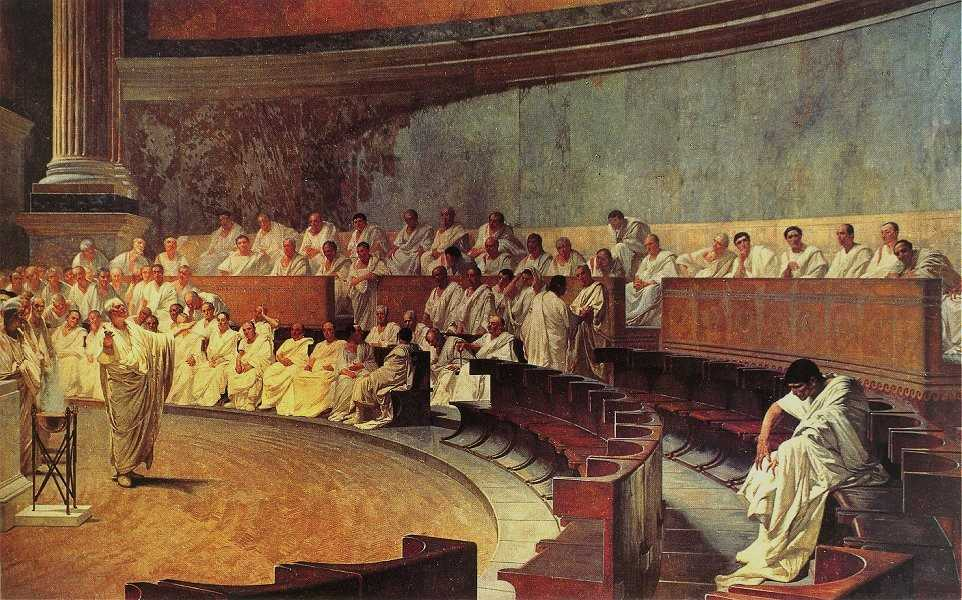
Przedstawienie posiedzenie rzymskiego Senatu: Cyceron atakuje Katylinę (fresk z XIX w.)

Polityczne, auctoritas wiązał się z władzą rzymskiego Senatu (auctoritas patrum) i był przeciwstawiany potestas lub imperium (władzy), którą posiadała magistratura, lub lud. W kontekście tym, auctoritas można opisać jako prawną władzę zatwierdzania jakiegoś innego czynu, na przykład: by uchwała zgromadzenia ludu stała się ustawą potrzebna była akceptacja senatu.
XIX wieczny klasyk Theodor Mommsen opisuje „siłę” auctoritas, jako „więcej niż rada i mniej niż rozkaz – taką radę, której nie można bez obaw zignorować.” Cyceron mówi o władzy i autorytecie: „Cum potestas In populo auctoritas In senatu sit.” (Choć władzę posiada lud, autorytet spoczywa w Senacie)
Popularne tłumaczenie to: ‘możliwość sprawiania, by ludzie robili to co zechcesz, tylko z powodu, tego, kim jesteś.’

### Auctoritas principis
Po upadku Republiki rzymskiej, w czasach Imperium rzymskiego Imperator posiadał tytuł princeps („pierwszego obywatela” Rzymu) i posiadał auctoritas principis (powagę princepsa) – najwyższy autorytet moralny – w połączeniu z imperium i potestas: władzę wojskową, sądowniczą i administracyjną.

## Średniowiecze
Pojęcie auctoritas było często przywoływane w średniowieczu przez papiestwo, w celu zabezpieczenia „doczesnej władzy” Papieża. Najsłynniejsze było przywołanie auctoritas przez papieża Innocentego III, z intencją zdyskredytowania władzy królów i cesarzy i ustanowienia papieskiej teokracji.